# فلوریدا تودی
فلوریدا تودی (به انگلیسی: Florida Today) روزنامهٔ اصلی شهرستان بروارد در فلوریدا است که در سال ۱۹۶۶ توسط شرکت گانیت خریداری شد. افزون بر انتشار روزنامه، فلوریدا تودی چهار هفته‌نامه و هشت دوهفته‌نامهٔ دیگر، ویژهٔ مناطقی از شهرستان بروارد را نیز منتشر می‌کند. تیراژ روزنامه کمتر از ۸۰٬۰۰۰ نسخه در روزهای غیر یکشنبه و ۱۰۰٬۰۰۰ نسخه در یکشنبه‌هاست.